# Рюдесгайм-ам-Райн
Рюдесгайм-ам-Райн (нім. Rüdesheim am Rhein) — місто в Німеччині, знаходиться в землі Гессен. Підпорядковується адміністративному округу Дармштадт. Входить до складу району Райнгау-Таунус.
Площа — 51 км2. Населення становить 9970 ос. (станом на 31 грудня 2020).

## Відомі особистості
В поселенні народився:
- Вільгельм Стрейтберг (1864—1925) — німецький лінгвіст, індоєвропеїст.

## Економіка
Місто має залізничний вокзал, паромну переправу ререз річку Рейн. Чисельні готелі та ресторани обслуговують туристів, яких приваблює Нідервальдський пам'ятник  та оглядові майданчики.

## Галерея

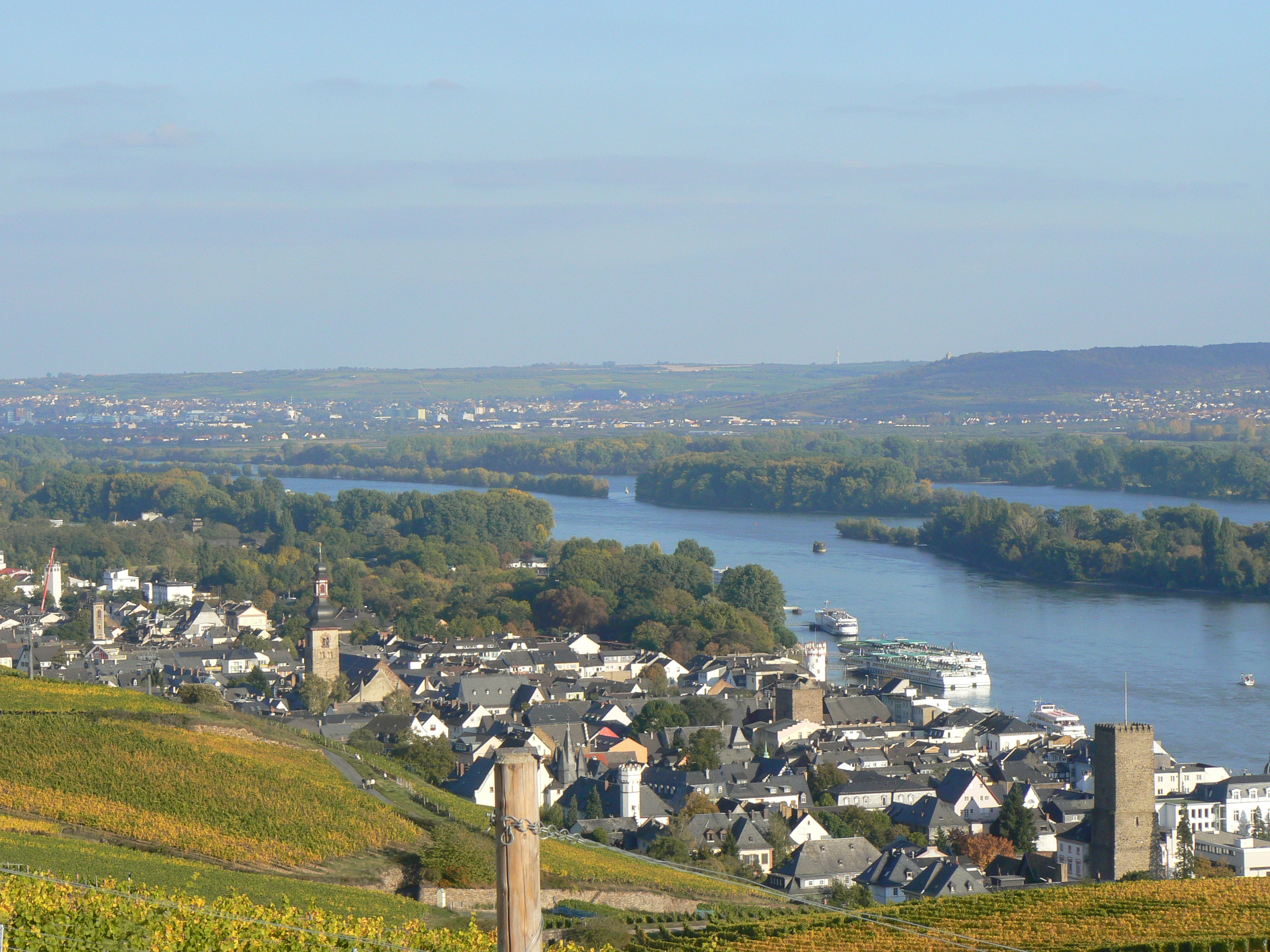
Рюдесгайм
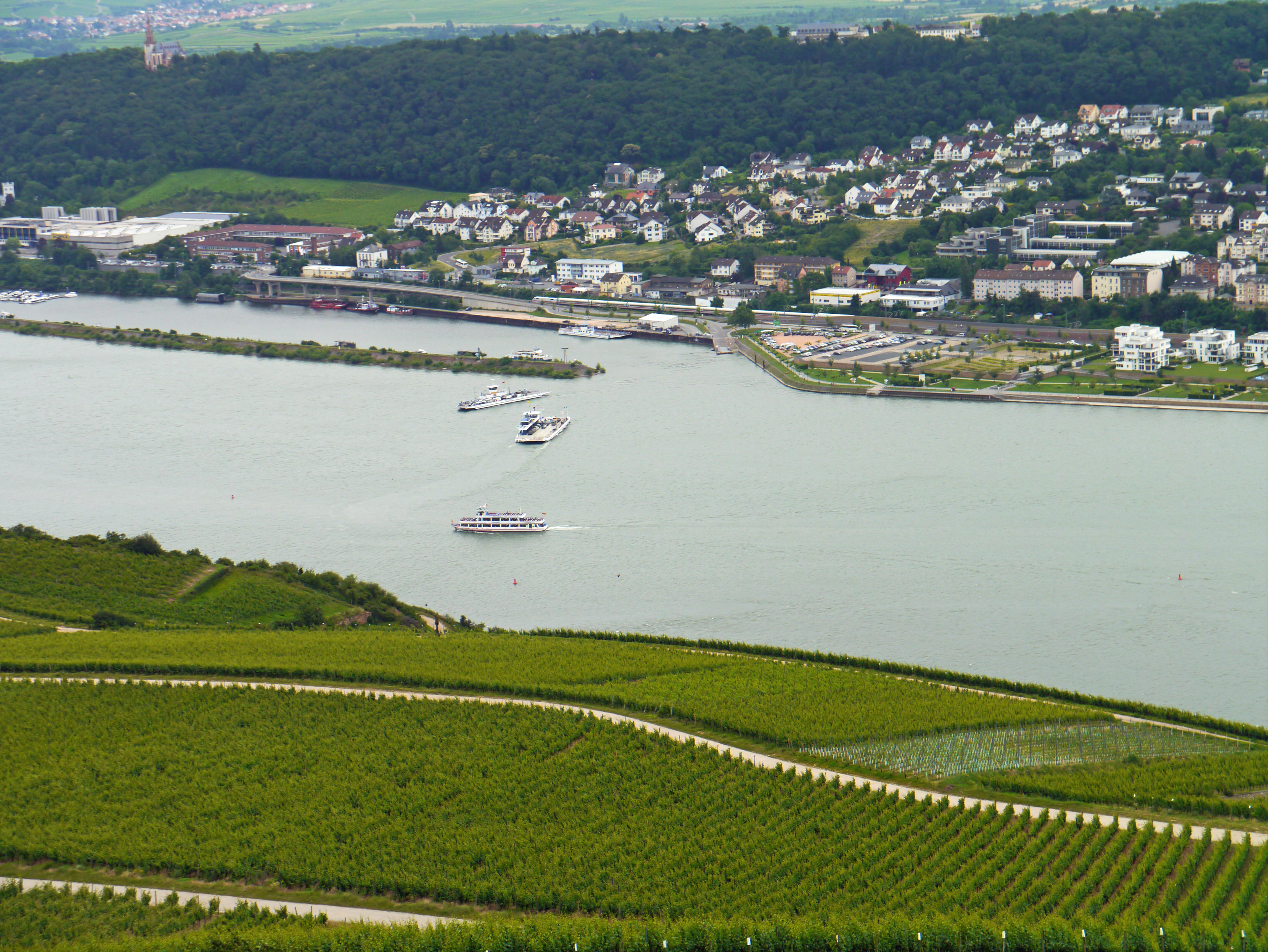
р. Рейн
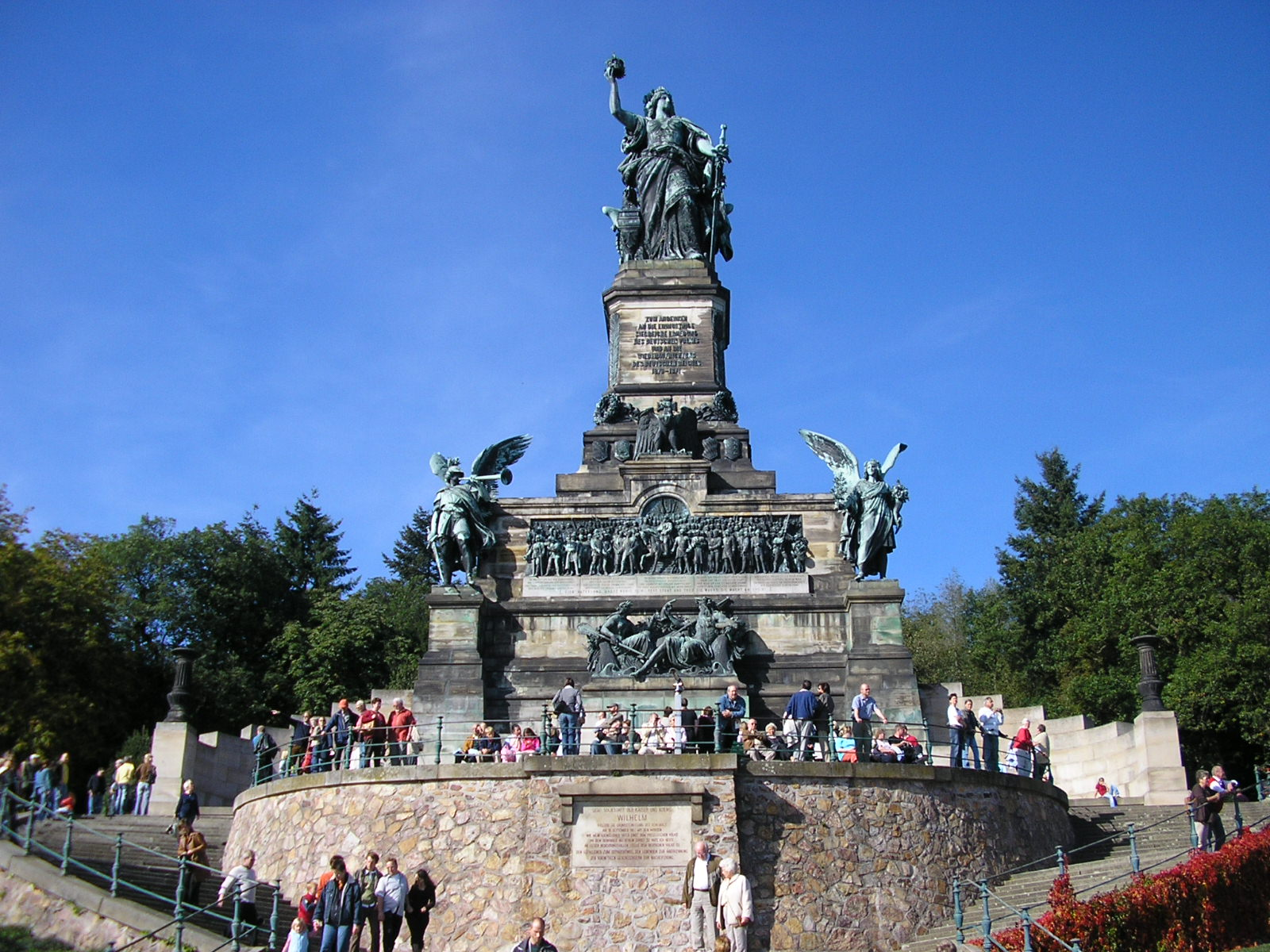
Пам'ятник Нідервальд
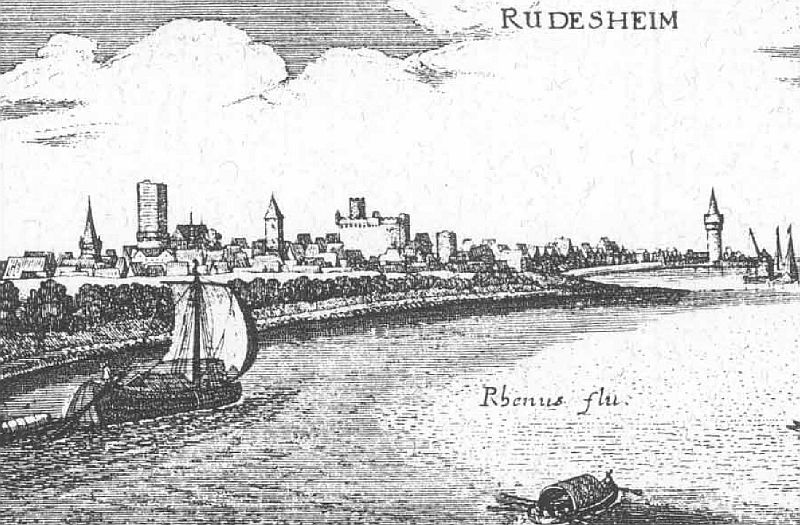
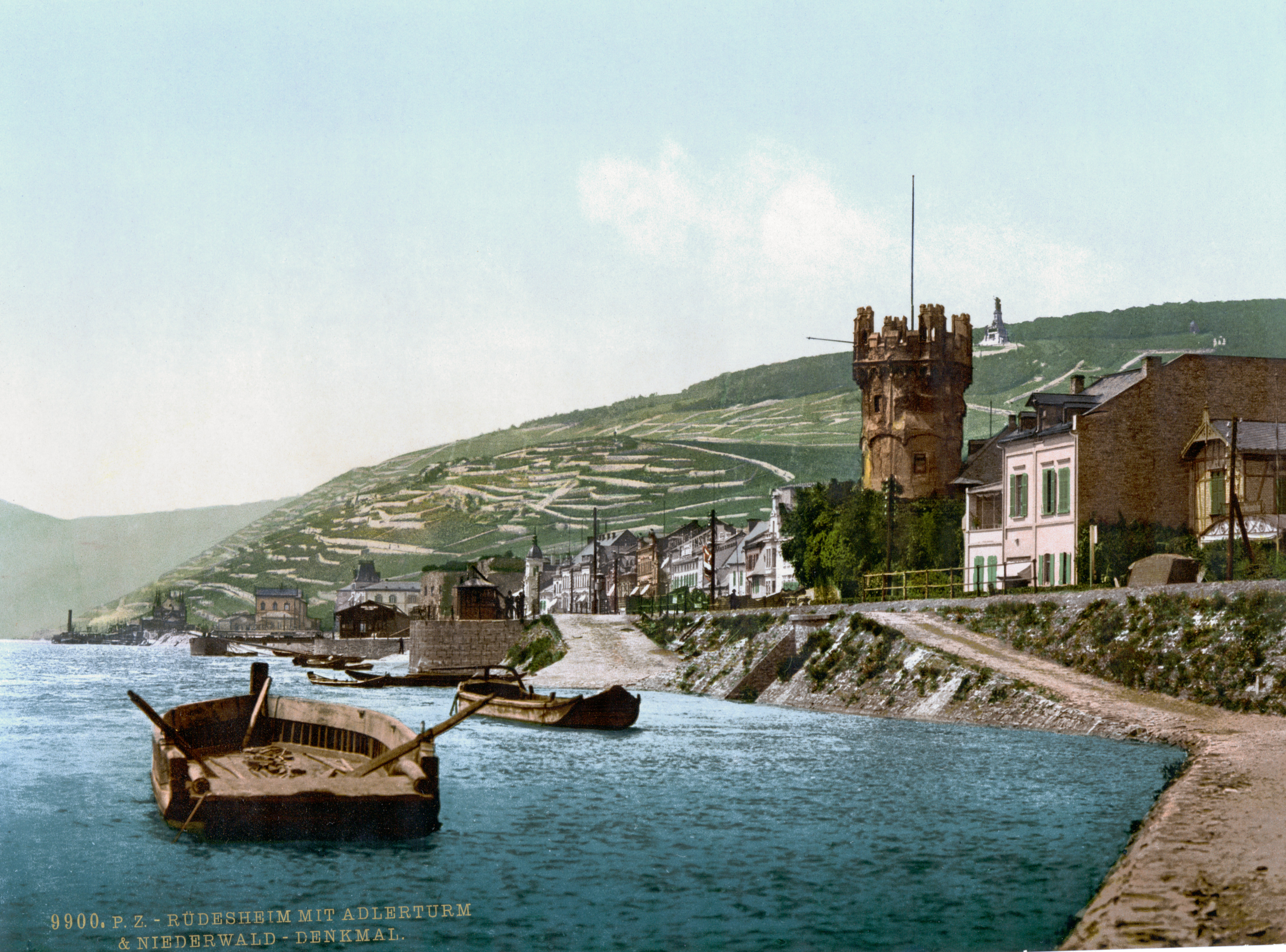
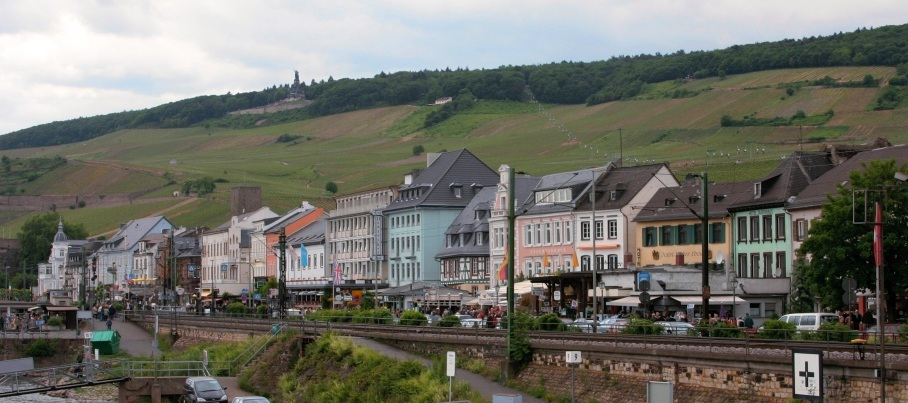